# (10790) 1991 XS
(10790) 1991 XS est un astéroïde de la ceinture principale d'astéroïdes découvert en 1991.

## Description
(10790) 1991 XS a été découvert le 5 décembre 1991 à Kushiro (Japon) par Seiji Ueda et Hiroshi Kaneda.

### Caractéristiques orbitales
L'orbite de cet astéroïde est caractérisée par un demi-grand axe de 3,3 ua, un périhélie de 2,61 ua, une excentricité de 0,14 et une inclinaison de 9,95° par rapport à l'écliptique. Du fait de ces caractéristiques, à savoir un demi-grand axe compris entre 2 et 3,2 ua et un périhélie supérieur à 1,666 ua, il est classé, selon la JPL Small-Body Database, comme objet de la ceinture principale d'astéroïdes.

### Caractéristiques physiques
(10790) 1991 XS a une magnitude absolue (H) de 12,8 et un albédo estimé à 0,240.